# فرد سینگر
زیگفرید فرد سینگر (انگلیسی: Siegfried Fred Singer؛ ۲۷ سپتامبر ۱۹۲۴ – ۶ آوریل ۲۰۲۰) فیزیکدان آمریکایی زادهٔ اتریش، و استاد بازنشستهٔ علوم محیطی دانشگاه ویرجینیا بود که به‌عنوان فیزیکدان اتمسفر آموزش دیده بود. او به‌دلیل رد اجماع علمی در مورد چندین موضوع، از جمله تغییرات اقلیمی، ارتباط میان قرار گرفتن در معرض پرتو فرابنفش B و نرخ ملانوم، از بین رفتن ازون استراتوسفر ناشی از ترکیبات کلروفلورو، که اغلب در سردخانه‌ها مورد استفاده قرار می گیرد، و خطرات سلامتی ناشی از سیگار کشیدن غیرفعال شهرت داشت.

## درگذشت
در ۶ آوریل ۲۰۲۰، سینگر در یک خانهٔ سالمندان در راکویل، مریلند درگذشت. مرگ او توسط روشل لیبرمن، پسر عموی سینگر تایید شد.